# همخوان پس‌لثوی
همخوان‌های پس‌لثوی همخوان‌هایی هستند که جایگاه تولید آن‌ها عقب‌تر از همخوان‌های لثوی و در نزدیکی یا روی لبه لثوی است. نمونه‌های همخوان‌های پس‌لثوی در انگلیسی همخوان‌های /ش/، /چ/، /ژ/ و /ج/ به ترتیب در واژگان «ship", "'chill", "vision» و «jump» هستند.